# Резерват природе
Резерват природе (такође и природни резерват) је подручје неизмењених природних одлика са репрезентативним природним екосистемима, намењено искључиво за очување изворне природе, генског фонда, еколошке равнотеже, праћење природних појава и процеса, научна истраживања којима се не нарушавају природна обележја, вредности, појаве и процеси. Резервати су карактеристични по стаништима биљака и животиња, а у њима је строго забрањен сваки вид активности који може да наруши равнотежу живог света. 

## Међународна дефиниција
За резерват природе се користе бројни синоними у свету попут биорезерват, резерват биосфере, природни резерват, затим презерват, уточиште дивљег света, природни рефугијум и др. Према дефиницији МУЗП-а резерват је заштићено подручје готово искучиво намењено научном истраживању, у коме се чувају и штите изузетни примерци геолошких творевина, ретких и угрожених врста биљака и животиња. Његова намена је њихово очување, заштита и проучавање у научне сврхе и у циљу мониторинга екосистема и животне средине. Хијерахијски, резерват природе има виши степен заштите од националног парка и носи категорије Ia и Ib.
Према Закону о заштити природе у Србији се резервати природе деле у две категорије:
- строги резерват природе (подручје неизмењених природних одлика са репрезентативним природним екосистемима, намењено искључиво за очување изворне природе, генског фонда, еколошке равнотеже, праћење природних појава и процеса, научна истраживања којима се не нарушавају природна обележја, вредности, појаве и процеси) и
- специјални резерват природе (подручје са неизмењеном или незнатно измењеном природом, од нарочитог значаја због јединствености, реткости или репрезентативности, а које обухвата станиште угрожене дивље врсте биљака, животиња и гљива, без насеља или са ретким насељима у којима човек живи усклађено са природом)

## Историјат резервата природе
Први кораци у заштити подручја као резервата направљени су још у трећем веку пре нове ере, када је основано уточиште за дивљи свет на данашњој Шри Ланки на планини Михинтале, а ова заштита имала је религијске карактеристике. Први модерни (приватни) резерват основао је 1821. године природњак Чарлс Вотертон на свом имању у западном Јоркширу у Енглеској. Први државни резерват настао је 1836. у Пруској, у близини града Бона, познат под именом Драхенфелс.
- Михинтале
- Вотертонов посед
- Драхенфелс
- Баргузински
- Марае Моана

Први резерват који је оформљен искључиво у сврху научно-истраживачког рада, настао је 1916. године у Царској Русији, на обалама Бајкалског језера, познат под именом Баргузински. По површини највећи природни резерват на свету Марае Моана, налази се у Тихом океану и обухвата морско пространство око Кукових Острва на 1,9 милиона km2.

## Резервати природе у Србији
Једно од најстаријих заштићених подручја на територији данашње Србије је Обедска бара. Аустроугарски двор 1874. је прогласио ово подручје царским ловиштем и заштитио га, да би у доба Карађорђевића, 1919. године постало заштићено краљевско ловиште, а од средине ХХ века је резерват природе. Неки од најстаријих заштићених подручја у Србији су и Фељешана (1948), Мустафа (1948) и Данилова коса (1950), заштићени као строги односни општи резервати.
- Фељешана
- Обедска бара
- Ђавоља варош
- Царска бара

У Србији је законом заштићено 75 резервата природе, а пет је у поступку заштите, као што су Ђавоља варош, Крупачко блато и долина реке Велики Рзав. Посета резерватима је строго контролисана и омогућена је искључиво у научно-образовне сврхе уз посебну дозволу старатеља заштићеног подручја.